# Ничано (Лука)
Ничано је насеље у Италији у округу Лука, региону Тоскана.
Према процени из 2011. у насељу је живело 157 становника. Насеље се налази на надморској висини од 598 м.